# ميشيل بيلو
ميشيل بيلو (بالإنجليزية: Michelle Bello)‏ هي منتجة أفلام ومخرجة نيجيرية، ولدت في 3 سبتمبر 1982 في لندن في المملكة المتحدة.

## وصلات خارجية
- ميشيل بيلو على موقع IMDb (الإنجليزية)
- ميشيل بيلو على موقع أول موفي (الإنجليزية)
- ميشيل بيلو على موقع قاعدة بيانات الفيلم (الإنجليزية)